# Arcidiocesi di Nyeri
L'arcidiocesi di Nyeri (in latino Archidioecesis Nyeriensis) è una sede metropolitana della Chiesa cattolica in Kenya. Nel 2023 contava 619.900 battezzati su 1.816.000 abitanti. È retta dall'arcivescovo Anthony Muheria.

## Territorio
L'arcidiocesi comprende l'intera contea di Nyeri e parte di quella di Laikipia nella parte centrale del Kenya.
Sede arcivescovile è la città di Nyeri, dove si trova la cattedrale di Nostra Signora della Consolata. Il progetto originario di questa chiesa, allestito dall'ingegner Vittorio Montini di Brescia, vide una prima realizzazione proprio a Brescia, nel 1949, come tempio della nascente parrocchia di Sant'Antonio da Padova, alla periferia ovest della città. Qui, fino al 1965, eserciterà la sua azione pastorale padre Giulio Bevilacqua, padre spirituale di papa Paolo VI.
Il territorio è suddiviso in 52 parrocchie.

## Storia
La missione sui iuris del Kenya fu eretta il 14 settembre 1905 con il decreto Haud pridem della Congregazione di Propaganda Fide, ricavandone il territorio dal vicariato apostolico di Zanguebar settentrionale (oggi arcidiocesi di Nairobi).
Il 12 luglio 1909 la missione sui iuris fu elevata a vicariato apostolico con il breve Supremi Apostolatus di papa Pio X.
Il 10 marzo 1926 cedette una porzione del suo territorio a vantaggio dell'erezione della prefettura apostolica di Meru (oggi diocesi) e contestualmente cambiò il proprio nome in vicariato apostolico di Nyeri.
Il 25 marzo 1953 il vicariato apostolico fu elevato a diocesi con la bolla Quemadmodum ad Nos di papa Pio XII. Originariamente era suffraganea dell'arcidiocesi di Nairobi.
Il 25 novembre 1964 e il 17 marzo 1983 cedette altre porzioni di territorio a vantaggio dell'erezione rispettivamente delle diocesi di Marsabit e di Muranga.
Il 21 maggio 1990 è stata elevata al rango di arcidiocesi metropolitana con la bolla Cum in Keniana di papa Giovanni Paolo II.
Il 5 dicembre 2002 ha ceduto un'ulteriore porzione di territorio a vantaggio dell'erezione della diocesi di Nyahururu.

## Cronotassi dei vescovi
Si omettono i periodi di sede vacante non superiori ai 2 anni o non storicamente accertati.
- Filippo Perlo, I.M.C. † (15 luglio 1909 - 18 novembre 1925 dimesso)
- Giuseppe Perrachon, I.M.C. † (4 gennaio 1926 - 18 ottobre 1930 dimesso)
- Carlo Re, I.M.C. † (14 dicembre 1931 - novembre 1946 dimesso)
- Carlo Maria Cavallera, I.M.C. † (19 giugno 1947 - 25 novembre 1964 nominato vescovo di Marsabit)
- Caesar Gatimu † (25 novembre 1964 - 20 febbraio 1987 deceduto)
- Nicodemus Kirima † (12 marzo 1988 - 27 novembre 2007 deceduto)
- Peter Joseph Kairo (19 aprile 2008 - 23 aprile 2017 ritirato)[2]
- Anthony Muheria, dal 23 aprile 2017

## Statistiche
L'arcidiocesi nel 2023 su una popolazione di 1.816.000 persone contava 619.900 battezzati, corrispondenti al 34,1% del totale.
| anno | popolazione | popolazione | popolazione | presbiteri | presbiteri | presbiteri | presbiteri                | diaconi | religiosi | religiosi | parrocchie |
| anno | battezzati  | totale      | %           | numero     | secolari   | regolari   | battezzati per presbitero | diaconi | uomini    | donne     | parrocchie |
| ---- | ----------- | ----------- | ----------- | ---------- | ---------- | ---------- | ------------------------- | ------- | --------- | --------- | ---------- |
| 1950 | 40.180      | 750.000     | 5,4         | 52         | 8          | 44         | 772                       |         | 67        | 142       | 19         |
| 1969 | 293.000     | 1.497.000   | 19,6        | 89         | 31         | 58         | 3.292                     |         | 96        | 242       | 33         |
| 1980 | 620.000     | 1.658.000   | 37,4        | 86         | 36         | 50         | 7.209                     |         | 82        | 207       | 40         |
| 1990 | 514.427     | 1.138.085   | 45,2        | 70         | 56         | 14         | 7.348                     |         | 52        | 149       | 27         |
| 1999 | 534.786     | 1.179.786   | 45,3        | 100        | 86         | 14         | 5.347                     |         | 57        | 195       | 48         |
| 2000 | 556.449     | 1.180.964   | 47,1        | 105        | 91         | 14         | 5.299                     |         | 59        | 171       | 54         |
| 2001 | 658.502     | 1.867.606   | 35,3        | 116        | 102        | 14         | 5.676                     |         | 64        | 170       | 53         |
| 2002 | 733.950     | 1.924.264   | 38,1        | 110        | 100        | 10         | 6.672                     |         | 56        | 169       | 53         |
| 2003 | 476.870     | 790.327     | 60,3        | 104        | 100        | 4          | 4.585                     |         | 5         | 177       | 28         |
| 2004 | 476.870     | 790.327     | 60,3        | 104        | 100        | 4          | 4.585                     |         | 5         | 177       | 28         |
| 2013 | 106.000     | 211.000     | 50,2        | 123        | 114        | 9          | 861                       |         | 28        | 155       | 43         |
| 2016 | 517.003     | 1.511.955   | 34,2        | 145        | 139        | 6          | 3.565                     |         | 79        | 203       | 50         |
| 2019 | 560.000     | 1.639.000   | 34,2        | 164        | 153        | 11         | 3.414                     |         | 70        | 211       | 53         |
| 2021 | 588.900     | 1.723.680   | 34,2        | 175        | 161        | 14         | 3.365                     |         | 98        | 250       | 52         |
| 2023 | 619.900     | 1.816.000   | 34,1        | 196        | 180        | 16         | 3.162                     |         | 87        | 266       | 52         |